# Musée Khatchatour-Abovian
Le musée Khatchatour-Abovian ou maison-musée Khatchatour-Abovian, en arménien : Աբովյանի տուն-թանգարան, est un musée consacré à l'œuvre de Khatchatour Abovian, basé dans le district de Kanaker-Zeytun à Erevan en Arménie. Sa création est décidée le 25 avril 1938 et son ouverture effective en novembre 1939. Il est inscrit au patrimoine culturel d'Arménie.
Une statue de l'écrivain se trouve à proximité de l'édifice.